# 救火

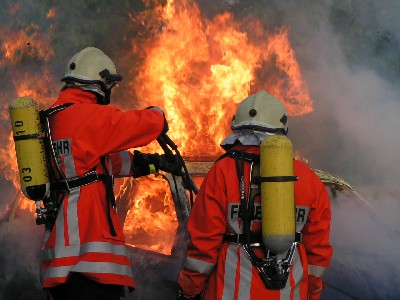
滅火中消防隊員

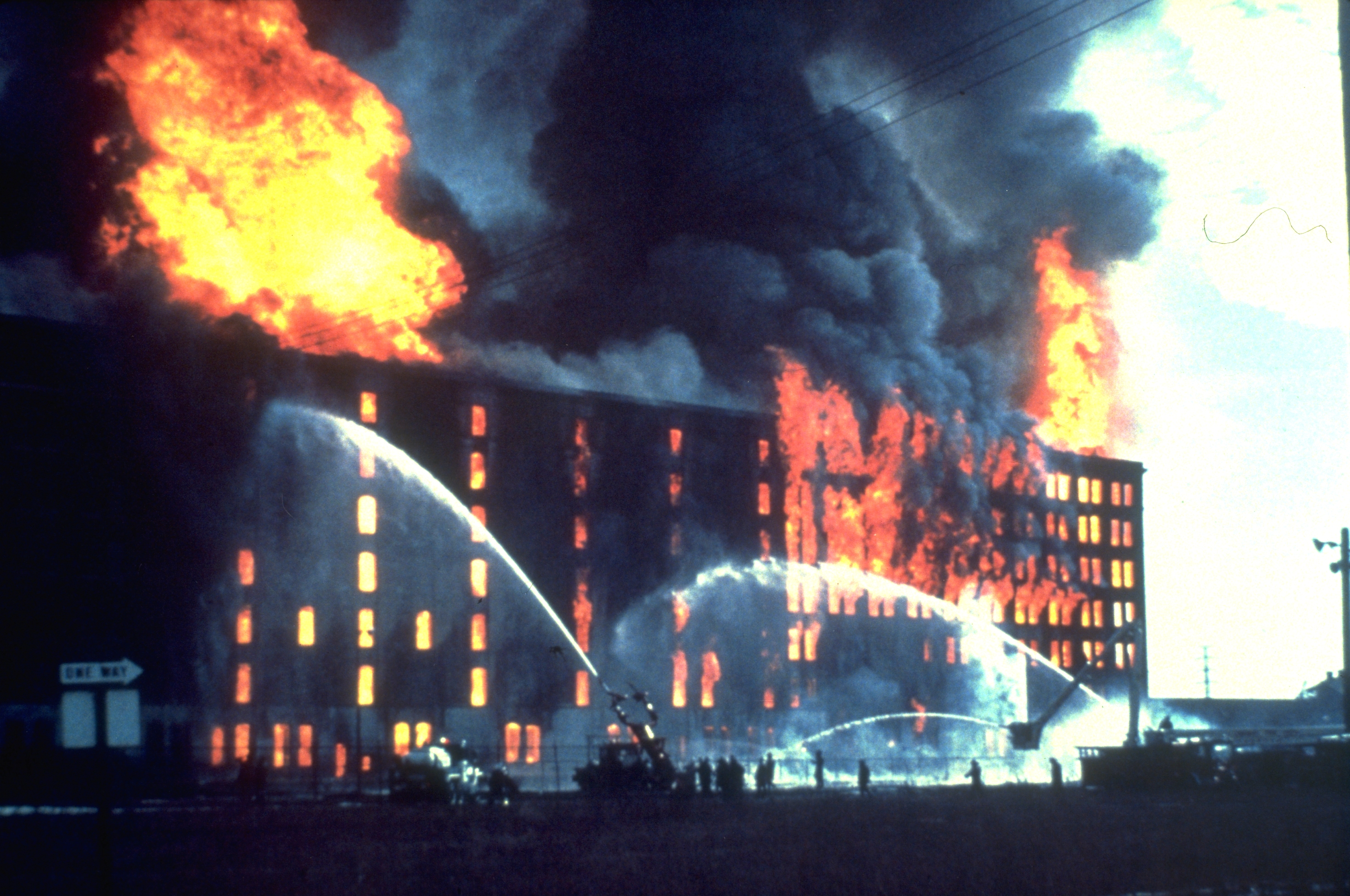
各種消防車輛協同滅火

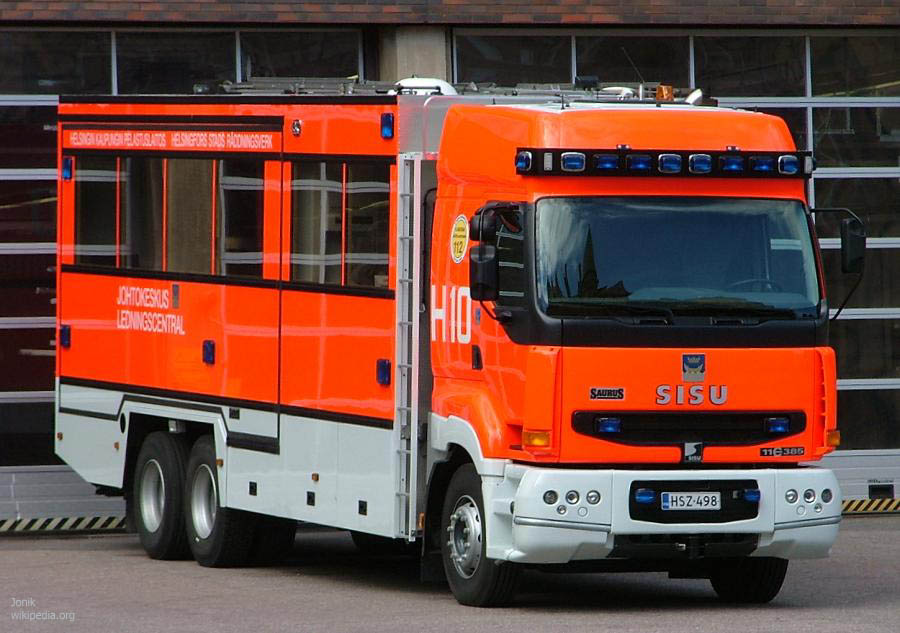
消防車輛

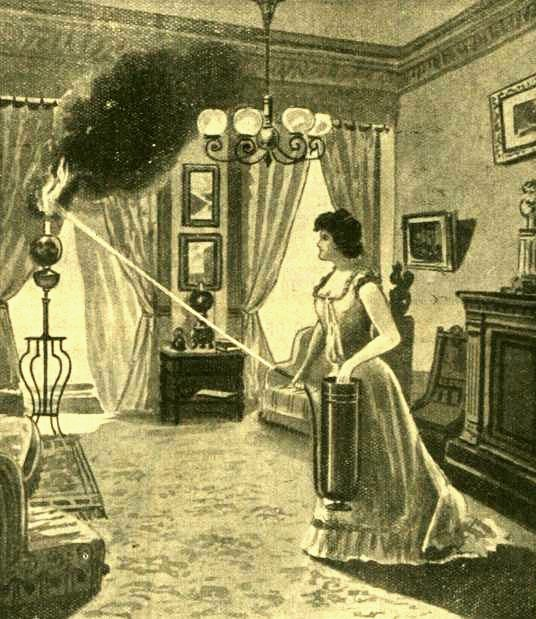
1904年家庭滅火器廣告

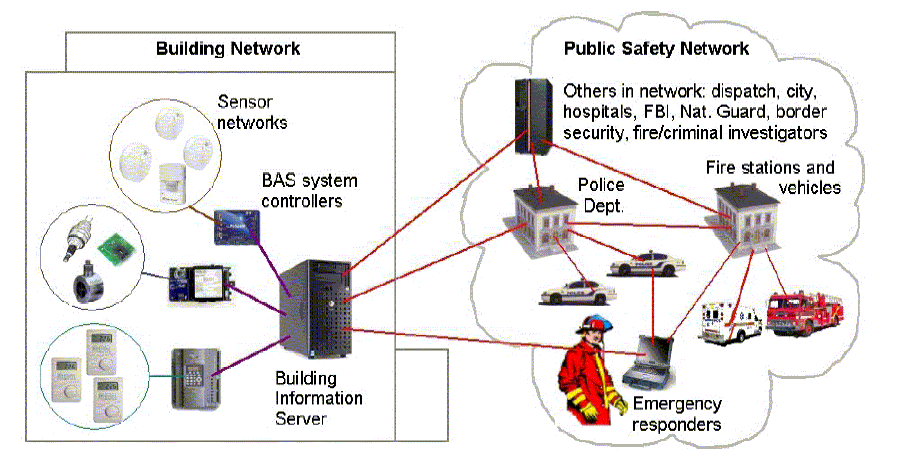
智能化消防系統

救火，是指扑灭火灾的行动。

## 語源
消防一詞是和製漢語，源自日本江戶時代的消防組織及其成員「火消し」，其結合滅火(消火しょうか)與防災(防火ぼうか)的概念，為日本明治維新時期所創造，中國清末參考日本的消防制度，並且沿用此詞。

## 灭火
滅火的基本原理是針對燃燒的四個要素（燃料、氧氣、燃點、連鎖反應），將其一或以上除去，引致燃燒的化學變化不能持续。灭火的方法可分为下列四种：

### 飢餓法（抽除燃料）
飢餓法（Starvation）是將供应燃燒的燃料除去，使火因沒有燃料而熄灭。
一般採用的方法如下：
1. 將火燄鄰近的可燃物体移去;
2. 將正在燃燒的物体移去，远离其他可燃物体;
3. 將正在燃燒的物体分成小堆，使火势減弱，然后个別扑灭，或讓其自行將燃料耗尽而熄灭。

### 窒息法（隔絕氧气）
窒息法（Smothering）是將火焰四周的空气中所含氧气成分大幅減少，終止燃料與氧气的化学变化（氧化作用），令火熄灭。但這方法對於一些本身能在燃燒中分解出氧气的燃料如賽璐珞（Celluloid）并不适用。
一般採用的方法：
1. 用物件覆蓋火焰，使火焰與空气隔絕。
2. 將不能助燃的气体（灭燃氣体，例如二氧化碳、氮气等）向火焰周圍灌注，將空气驅离火焰，令其熄灭。

### 冷卻法（降低溫度）
当燃燒所产生的热量不能彌补被散發的热量时，热力便會下降，進而低於燃點，而終止燃燒，這就是冷卻法（Cooling）。
一般採用的方法是使用大量吸热的物質（如水）灌向火焰，使其吸去燃燒所产生的热量而終止燃燒。

### 抑制法（中斷連鎖）
抑制法（Inhibition of Chain Reaction）就是使用灭火剂参與到燃燒反应历程中去，抑制燃燒使之鏈式反应而使燃燒終止。